# Merton College (Oxford)

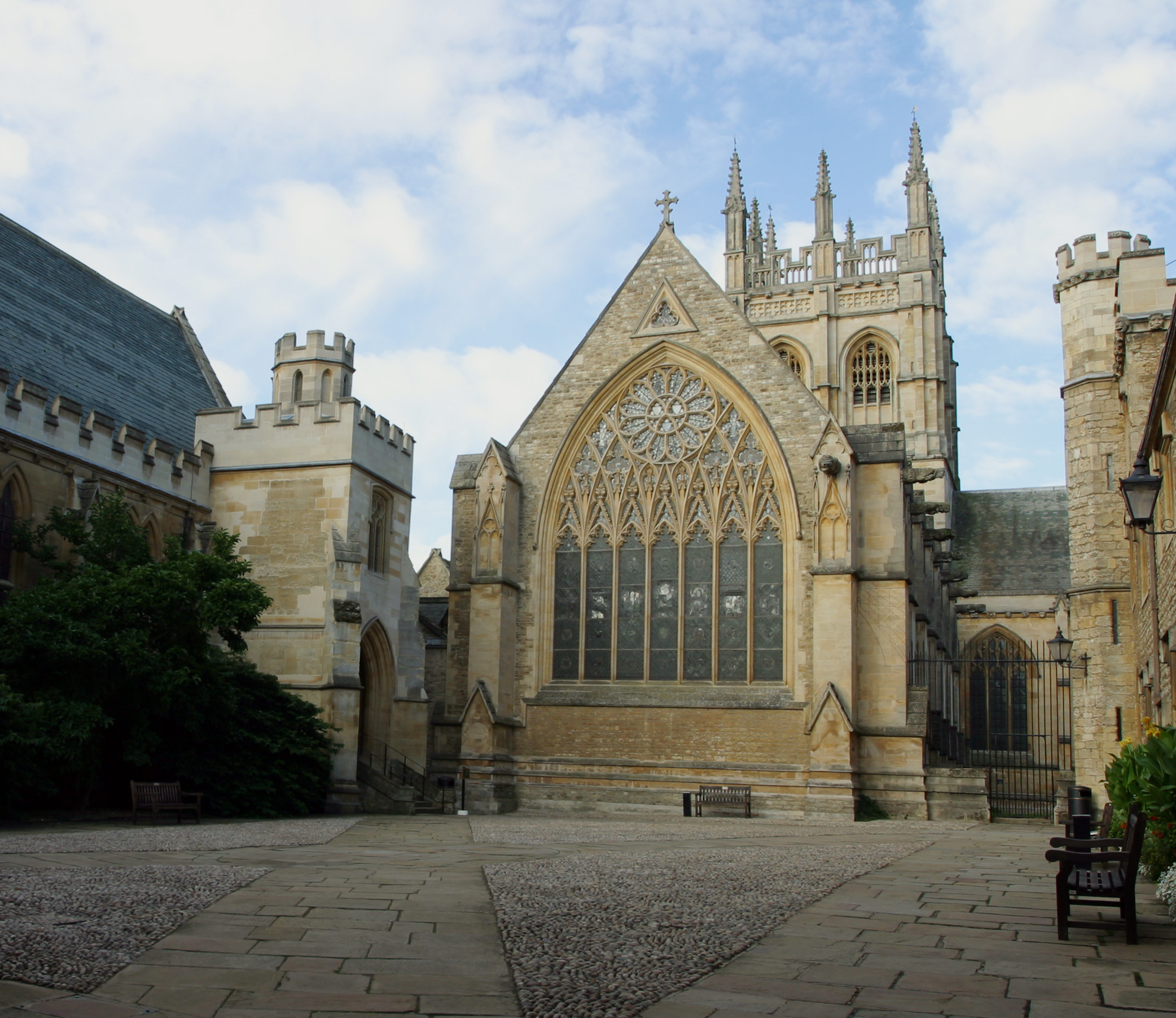
Vista de um pátio de Merton College

Merton College é uma das faculdades constituintes da Universidade de Oxford, no Reino Unido.

## Estudantes Ilustres
- Naruhito, Príncipe Herdeiro do Japão - De 1983 a 1985.